# Frossört
Frossört (Scutellaria galericulata) är en växt vars blommor har blå kronblad. Den är en flerårig ört, med jordstam, och ganska vanlig på skuggiga platser vid stränder i hela Norden. Den blommar under högsommaren.
Den är så fåblommig att det inte blir någon blomställning av "blomkransar". Den åtskiljs från de närmaste släktingarna genom det tvåläppiga, hjälmformiga blomfodret som i fruktstadiet är så tätt tillslutet att det liknar ett fröhus. De fyra delfrukterna frigörs när den övre delen av blomfodret faller av. 
Det svenska namnet frossört på den här växten förekommer i litteratur redan 1685 och kan härledas från dess forna användning mot tredjedagsfrossa som är en typ av malaria. Andra namn är getnos och feberört. Dess artepitet, galericulata kan härledas från latinets galericulum, som betyder "huva".

## Hybrider
Frossörten bildar ibland hybrider med småfrossört (S. minor). Dessa kallas mellanfrossört (S. ×hybrida).

## Synonymer
Cassida galericulata (L.) Scop.
Cassida major Gilib. 	nom. invalid.]
Scutellaria epilobiifolia A.A.Ham.
Scutellaria galericulata var. glaberrima Benth.
Scutellaria galericulata var. pubescens Benth. 	nom. Illeg.
Scutellaria galericulata var. pubescens Mutel
Scutellaria galericulata var. vulgaris Benth.
Scutellaria pauciflora Pan